# Niszczukokształtne
Niszczukokształtne, łuskokształtne (Lepisosteiformes) – rząd ryb promieniopłetwych zaliczanych do przejściowców (Holostei).

## Charakterystyka
Niszczukokształtne pojawiły się w permie. Współcześnie występują w słodkich wodach Ameryki Północnej i Środkowej oraz na Karaibach. Osiągają rozmiary od 80 cm do 3 m.

## Taksonomia
Rząd niszczukokształtnych obejmuje jedną występującą współcześnie rodzinę:
- Lepisosteidae Agassiz, 1832 – niszczukowate[4]

Opisano również rodzinę wymarłą:
- Obaichthyidae Grande, 2010